# Natalia Gherman
Natalia Gherman, född 20 mars 1969 i Chișinău i Sovjetunionen (i nuvarande Moldavien), är en moldavisk politiker. Från maj 2013 till januari 2016 var hon landets utrikesminister, och under perioden 22 juni till 30 juli 2015 ledde hon som tillförordnade premiärminister en interimsregering. Gherman hör till Moldaviens liberaldemokratiska parti.
Natalia Gherman är dotter till Moldaviens första president Mircea Snegur. Hon är utbildad vid Universitatea de Stat din Moldova i Moldavien och vid King's College London i England där hon 1999 erhöll en masterexamen i War Studies. Hon var ambassadör i Österrike samt vid de internationella organisationerna i Wien 2002–2006. Åren 2006–2009 var hon Moldaviens ambassadör i Sverige, Norge och Finland med säte i Stockholm.
18 februari 2016 nominerades hon officiellt som Moldaviens kandidat för posten som FN:s generalsekreterare.